# Diamentowa Liga 2010

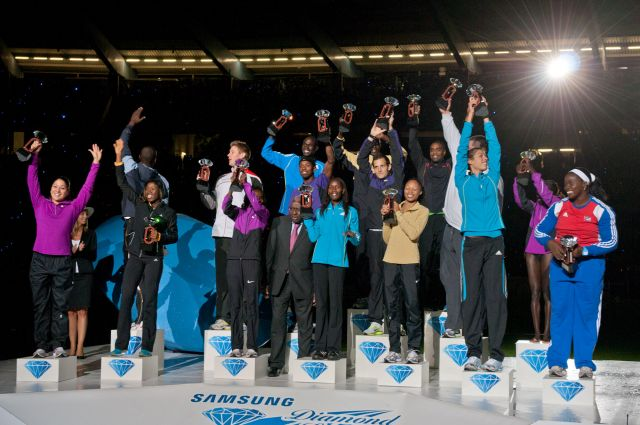
Dekoracja zwycięzców cyklu w Brukseli

Samsung Diamentowa Liga 2010 – pierwsza edycja cyklu najbardziej prestiżowych mityngów lekkoatletycznych na świecie. W ramach ligi sportowcy rywalizowali w 32 konkurencjach (16 wśród panów i 16 wśród pań). W każdej konkurencji zawodnicy stanęli na starcie siedem razy. Zwycięzcy klasyfikacji generalnej cyklu w każdej z konkurencji zostali nagrodzeni diamentem. Pierwszy mityng cyklu odbył się 14 maja w Katarze, a rywalizację zakończyły zawody w Brukseli 27 sierpnia.
Zwycięzcy poszczególnych mityngów otrzymywali 4 punkty do klasyfikacji, a zawodnicy z 2. i 3. miejsca odpowiednio 2 i 1 punkt. Finałowe zmagania w każdej konkurencji (w Zurychu bądź Brukseli) były punktowane podwójnie.

## Kalendarz
| Data             | Mityng                          | Miasto    | Stadion                         | Wyniki    |
| ---------------- | ------------------------------- | --------- | ------------------------------- | --------- |
| 14 maja          | Qatar Athletic Super Grand Prix | Doha      | Qatar SC Stadium                | Rezultaty |
| 23 maja          | Shanghai Golden Grand Prix      | Szanghaj  | Shanghai Stadium                | Rezultaty |
| 4 czerwca        | Bislett Games                   | Oslo      | Bislett Stadion                 | Rezultaty |
| 10 czerwca       | Golden Gala                     | Rzym      | Stadio Olimpico                 | Rezultaty |
| 12 czerwca       | Adidas Grand Prix               | Nowy Jork | Icahn Stadium                   | Rezultaty |
| 3 lipca          | Prefontaine Classic             | Eugene    | Hayward Field                   | Rezultaty |
| 8 lipca          | Athletissima                    | Lozanna   | Stade Olympique de la Pontaise  | Rezultaty |
| 10 lipca         | Aviva Birmingham Grand Prix     | Gateshead | Gateshead International Stadium | Rezultaty |
| 16 lipca         | Meeting Areva                   | Paryż     | Stade de France                 | Rezultaty |
| 22 lipca         | Herculis                        | Monako    | Stade Louis II                  | Rezultaty |
| 6 sierpnia       | DN Galan                        | Sztokholm | Stadion Olimpijski              | Rezultaty |
| 13 - 14 sierpnia | Aviva London Grand Prix         | Londyn    | Crystal Palace                  | Rezultaty |
| 19 sierpnia      | Weltklasse Zürich               | Zurych    | Letzigrund Stadion              | Rezultaty |
| 27 sierpnia      | Memorial Van Damme              | Bruksela  | Stadion Króla Baudouina I       | Rezultaty |

## Ambasadorzy
Ambasadorami Diamentowej Ligi zostali najwybitniejsi obecnie lekkoatleci m.in. Usain Bolt czy Andreas Thorkildsen.
| Zawodnik            | Kraj              | Konkurencja      |
| ------------------- | ----------------- | ---------------- |
| Usain Bolt          | Jamajka           | 100 m / 200 m    |
| Tyson Gay           | Stany Zjednoczone | 100 m / 200 m    |
| Asafa Powell        | Jamajka           | 100 m            |
| Shelly-Ann Fraser   | Jamajka           | 200 m            |
| Allyson Felix       | Stany Zjednoczone | 200 m            |
| Sanya Richards      | Stany Zjednoczone | 400 m            |
| Kenenisa Bekele     | Etiopia           | 5000 m / 10000 m |
| Steve Hooker        | Australia         | Skok o tyczce    |
| Jelena Isinbajewa   | Rosja             | Skok o tyczce    |
| Blanka Vlašić       | Chorwacja         | Skok wzwyż       |
| Valerie Vili        | Nowa Zelandia     | Pchnięcie kulą   |
| Tero Pitkämäki      | Finlandia         | Rzut oszczepem   |
| Andreas Thorkildsen | Norwegia          | Rzut oszczepem   |
| Barbora Špotáková   | Czechy            | Rzut oszczepem   |

## Klasyfikacje
| Konkurencja                   |                         | Punkty |
| Mężczyźni                     |                         |        |
| Bieg na 100 m                 | Tyson Gay               | 16     |
| Bieg na 200 m                 | Wallace Spearmon        | 13     |
| Bieg na 400 m                 | Jeremy Wariner          | 28     |
| Bieg na 800 m                 | David Rudisha           | 20     |
| Bieg na 1500 m                | Asbel Kiprop            | 22     |
| Bieg na 5000 m                | Imane Merga             | 16     |
| Bieg na 3000 m z przeszkodami | Paul Kipsiele Koech     | 17     |
| Bieg na 110 m przez płotki    | David Oliver            | 28     |
| Bieg na 400 m przez płotki    | Bershawn Jackson        | 28     |
| Skok wzwyż                    | Iwan Uchow              | 20     |
| Skok o tyczce                 | Renaud Lavillenie       | 20     |
| Skok w dal                    | Dwight Phillips         | 24     |
| Trójskok                      | Teddy Tamgho            | 18     |
| Pchnięcie kulą                | Christian Cantwell      | 25     |
| Rzut dyskiem                  | Piotr Małachowski       | 18     |
| Rzut oszczepem                | Andreas Thorkildsen     | 30     |
| Kobiety                       |                         |        |
| Bieg na 100 m                 | Carmelita Jeter         | 21     |
| Bieg na 200 m                 | Allyson Felix           | 22     |
| Bieg na 400 m                 | Allyson Felix           | 20     |
| Bieg na 800 m                 | Janeth Jepkosgei        | 17     |
| Bieg na 1500 m                | Nancy Langat            | 25     |
| Bieg na 5000 m                | Vivian Cheruiyot        | 18     |
| Bieg na 3000 m z przeszkodami | Milcah Chemos Cheywa    | 24     |
| Bieg na 110 m przez płotki    | Priscilla Lopes-Schliep | 22     |
| Bieg na 400 m przez płotki    | Kaliese Spencer         | 24     |
| Skok wzwyż                    | Blanka Vlašić           | 32     |
| Skok o tyczce                 | Fabiana Murer           | 23     |
| Skok w dal                    | Brittney Reese          | 18     |
| Trójskok                      | Yargelis Savigne        | 22     |
| Pchnięcie kulą                | Nadzieja Astapczuk      | 28     |
| Rzut dyskiem                  | Yarelis Barrios         | 20     |
| Rzut oszczepem                | Barbora Špotáková       | 20     |

## Polacy
W sezonie 2010 Diamentowej Ligi punktowało czworo polskich zawodników. W konkurencji rzutu dysku zwyciężył Piotr Małachowski, który zgromadził 18 punktów. Trzecie miejsca zajęli Tomasz Majewski w pchnięciu kulą (7 punktów), Marcin Lewandowski w biegu na 800 metrów (5 punktów) i Łukasz Michalski w skoku o tyczce (5 punktów).